# Гребля Ель-Баас
35°53′07″ пн. ш. 38°44′50″ сх. д. / 35.88527778° пн. ш. 38.74722222° сх. д.
Гребля Ель-Баас (араб. سد البعث, або Гребля воскресіння) — гребля на Євфраті , розташована за 22 км вгору за течією від міста Ер-Ракка в провінції Ер-Ракка, Сирія. Будівництво греблі почалося в 1983 році і було закінчено в 1986 році. ГЕС Ель-Баас має призначення для отримання гідроелектроенергії, а також є контррегулятором ГЕС Табка, що знаходиться за 18 км вгору за течією від греблі Ель-Баас. 
Гребля Ель-Баас має 14 м заввишки і може генерувати 81 МВт. Об'єм водосховища Ель-Баас становить 0,09 км³.
Гребля Ель-Баас є однією з трьох гребель на сирійському секторі Євфраті, дві інші греблі Табка і гребля Тішрін що розташована за 80 км на південь від сирійсько-турецького кордону. Як гребля Ель-Баас, так і гребля Тішрін функціонально пов'язані з греблею Табка. Сирія на початок XXI сторіччя планувала побудувати четверту греблю — Халябі, на Євфраті, нижче за течією від греблі Ель-Баас

## Дивись також
- Каскад ГЕС на Євфраті
- Водосховище Ель-Баас